# کاتر (قایق)

نمای شماتیک یک قایق کاتر، با چند بادبان جلویی و یک بادبان اصلی متمایل به عقب شناور

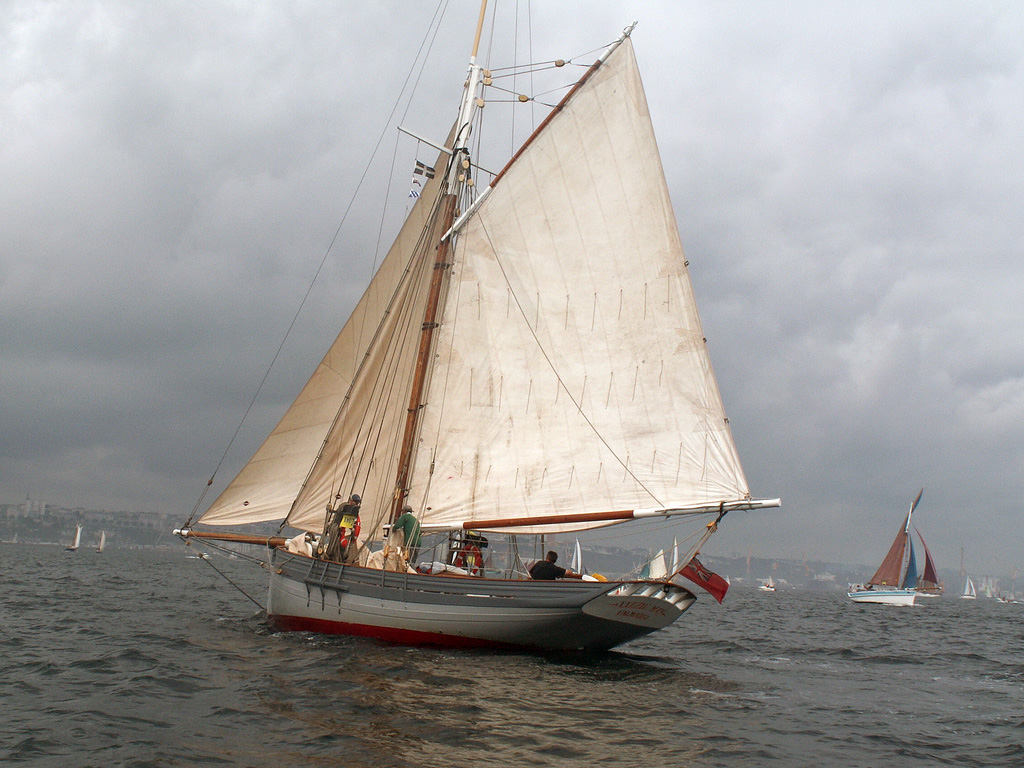
یک قایق کاتر در سواحل برست فرانسه

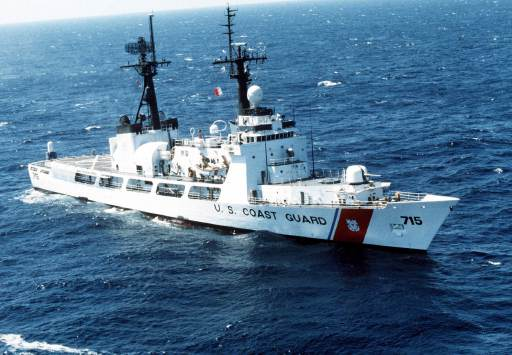
کاتر همیلتون از جمله کاترهای نوینی می‌باشد که در هدایت کشتی‌ها و باربری، مورد استفاده قرار می‌گیرد.

کاتر (به انگلیسی: Cutter) گونه‌ای از قایق تک دکله است که دارای دو یا تعداد بیشتری بادبان جلویی است و تک بادبان اصلی آن، در مقایسه با قایق اسلوپ، در قسمت عقب‌تری از قایق قرار دارد. این قایق برای اموری از قبیل راهنمایی و هدایت کشتی‌های بزرگ در پهنه‌های کم‌عمق آبی و همچنین ترابری مسافر و بار از کشتی‌های بزرگ به ساحل و بالعکس، ایفای نقش می‌کنند. این شناور تنها با دو خدمه قادر به انجام وظایف محوله خود بوده‌است.
امروزه، قایق‌هایی که اقدام به انجام امورات محوله به کاترهای اولیه بوده‌اند را نیز کاتر می‌نامند. این قایق‌های نوین، با موتورهای دیزل یا توربین‌های گازی کار می‌کنند.

## نگارخانه

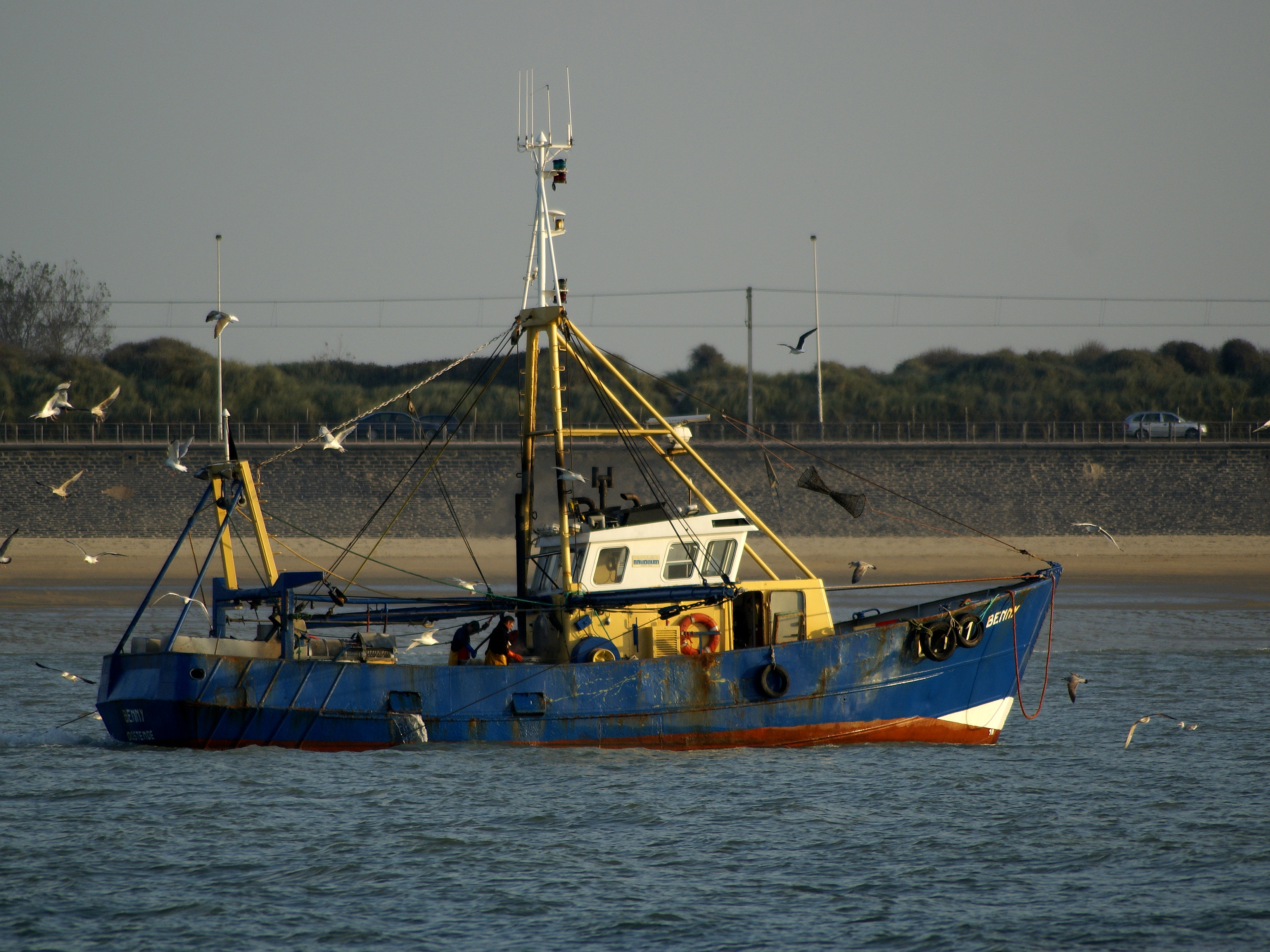
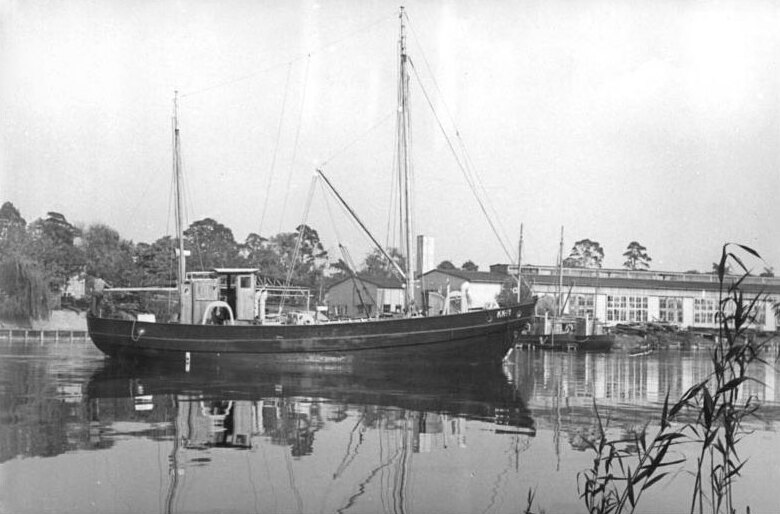